# Arnold Drakenborch

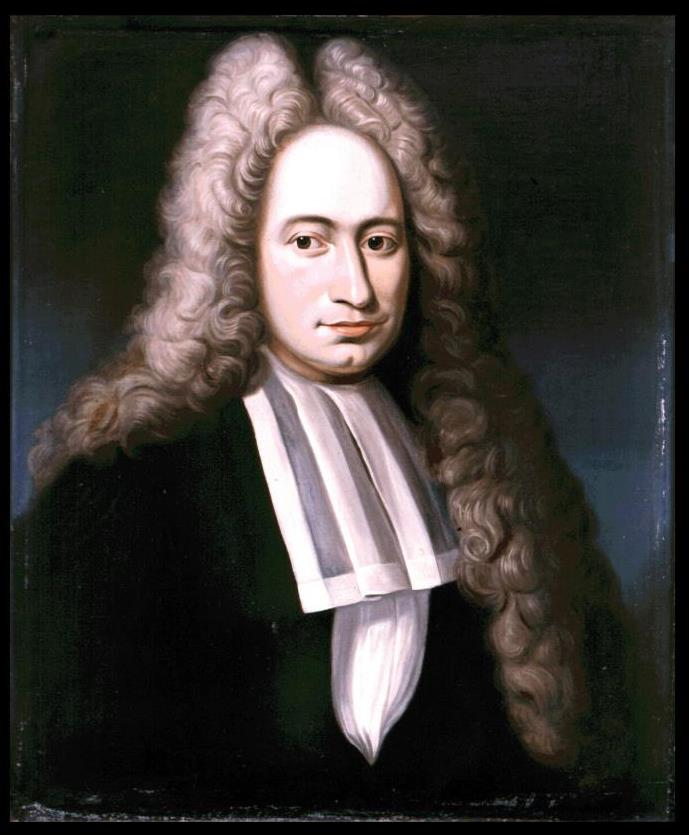
Arnold Drakenborch

Arnold Drakenborch (* 1. Januar 1684 in Utrecht; † 16. Januar 1748 ebenda) war ein niederländischer klassischer Philologe.

## Leben
Der Sohn des Doktors der Rechte und Sekretärs am Domkapitel in Utrecht Evert Drakenborch und dessen Frau Susanna de Bane, hatte anfänglich die Lateinschule seiner Vaterstadt besucht. Danach frequentierte er das akademische Gymnasium Lingen. Seine Studien absolvierte er an der Universität Leiden und an der Universität Utrecht. In Utrecht hatte er die Vorlesungen in Philologie bei Johann Georg Graevius sowie Pieter Burman dem Älteren besucht und die Rechtswissenschaften bei Cornelis van Eck (1662–1732) verfolgt.
Hier erwarb er sich 1707 mit der Schrift De officio praefectorum praetorio (Utrecht 1707) den akademischen Grad eines Doktors der Rechte. Obwohl er in Recht promovierte und für den Beruf des Juristen vorgesehen war, wandte er sich den philologischen Studien zu. 1716 folgte er (gemeinsam mit Carl Andreas Duker), Burmann auf dessen Lehrstuhl der Philosophie und Geschichte, den er bis zu seinem Tod innehatte. Zudem hatte er sich auch an den organisatorischen Aufgaben der Utrechter Hochschule beteiligt und wurde 1722 Rektor der Alma Mater.
Seine Livius-Ausgabe (1738–1746 und folgende Ausgaben) gilt als Hauptwerk, das seinen Ruhm wesentlich begründete. Das Vorwort gibt eine detaillierte Übersicht über alle Autoren, die sich zu verschiedenen Zeiten mit Livius befasst hatten. Inhaltlich basierte die Ausgabe auf jener des Johann Friedrich Gronovius’, doch fügte Drakenborch eine Reihe bedeutsamer Änderungen mittels Manuskripten ein, in die Gronovius vermutlich nie Einblick genommen hatte.
Drakenborch war verheiratet mit Katharina van de Wall.

## Werke
- Dissertatio de praefectis urbis Utrecht 1704; Neudruck Frankfurt 1752 (mit einer Lebensbeschreibung Drakenborchs)
- Dissertatio de officio praefectorum praetorio (1707)
- C. Silius Italicus cum notis variorum. Utrecht 1719 (1717)
- Lijkreden over P. Burman den Zoon. Utrecht 1719
- Oratio panegyrica in natalem saecularem academiae Trajectinae. Utrecht 1736
- Breves positiones quibus historia Foederati Belgii illustrantur. Utrecht 1737
- Titi Livii Historiarum libri cum notis integris doctorum virorum. Amsterdam 1738–1746, 7. Bde. (ein Kompendium über die niederländische Geschichte.)
- Lijkreden over prof. H. S. van Alphen. Utrecht 1743
- Aanhangsel op de Kerkelijke Oudheden van Nederland. Utrecht 1744
- Redevoering gedaan voor den Doorlugtigste Vorst en Heere W. C. H. Friso, Prins van Oranje en Nassauw enz. toen Zijne Hoogheid tot Stadhouder, Capitein en Admiraal Generaal van de Provintie van Utrecht enz. ingehuldigd wierd, op den 27sten July 1747. Utrecht 1748 (1747)